# San Gervasio
San Gervasio egy maja régészeti lelőhely délkelet-Mexikóban, Quintana Roo államban, Cozumel szigetén. Eredeti maja neve nem ismert, mai nevét a közelben állt állattartó rancho tulajdonosának védőszentjéről, Szent Gyárfásról kapta a 20. században.

## Leírás
A lelőhely Mexikó legkeletebbi részén, a Yucatán-félsziget partjaitól is keletre fekvő Cozumel szigetén található, annak középpontjától kissé északkeletre, őserdővel körülvéve.
Története a korai klasszikus korban, 300 körül kezdődhetett, amikor bár kicsi település volt, mégis a sziget legnagyobbjának számított. 600 körül gyors fejlődés vette kezdetét, jobb minőségű, bár viszonylag gyorsan lepusztuló épületek jelentek meg, és valószínűleg erősödött a kapcsolat a többi partmenti várossal is. 1000 és 1200 között az itzák kormányozták a szigetet, akik innen irányították a Yucatán és az Ulúa régió közti kereskedelmet. A terület legtöbb ma is látható épülete a késői posztklasszikus korban, 1200 és 1450 körül épült. Ebben az időben ez a város volt a szigeten található több kisebb településből álló hálózat központja.
Ma hat fő épületcsoport áll a helyszínen, amelyeket sacbék kötnek össze. A Kezek Együttese onnan kapta a nevét, hogy főépületének belső falain emberi kezek lenyomatai maradtak meg. Ez az épület valószínűleg Ah Hulneb itzá úr lakóhelye lehetett. Tőle keletre található a Chichán Nah („kis ház”) nevű kis méretű templom. A Ka’Na Nah („magas ház”) a legnagyobb fennmaradt építmény San Gervasióban. Egyesek azt feltételezik róla, hogy egy még nagyobb, Ixchel istennő számára szentelt templom központjában állhatott, más vélemények szerint viszont San Gervasióban nincs nyoma Ixchel tiszteletének, csak a közeli San Miguel de Cozumelben. Az épület hátsó részében egy cenote található (ilyenekből több is van a területen), amely ivóvízforrásul szolgálhatott a lakosság számára. A központi tér körül a római fórumokhoz hasonló elrendezésben téglalap alaprajzú épületek állnak. A Nohoch Nah („nagy ház”) egy kör alakú ház, amelynek még a teteje is megvan, belsejében okker és kék színeket tartalmazó festések maradtak fenn. Az úgynevezett Denevérek Együttese lehetett az elsőként létrejött épület: ez nem más, mint egy szabálytalan alapzat kis épületekkel, amelyek bizonyos hasonlóságot mutatnak a központi tér építményeivel. A Ramonal nevű együttes három részből áll: egy lakózónából, egy akropoliszból és két piramistalapzatból.

## Képek

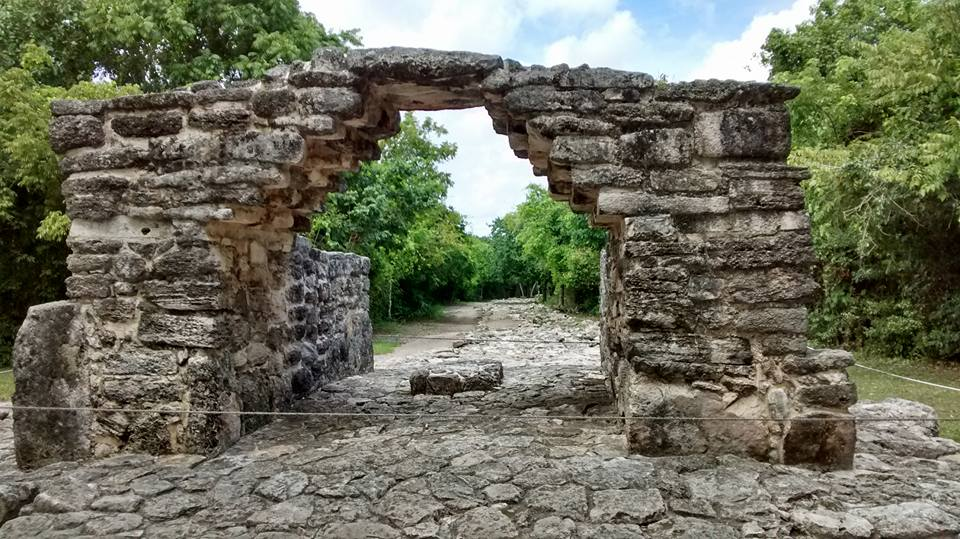
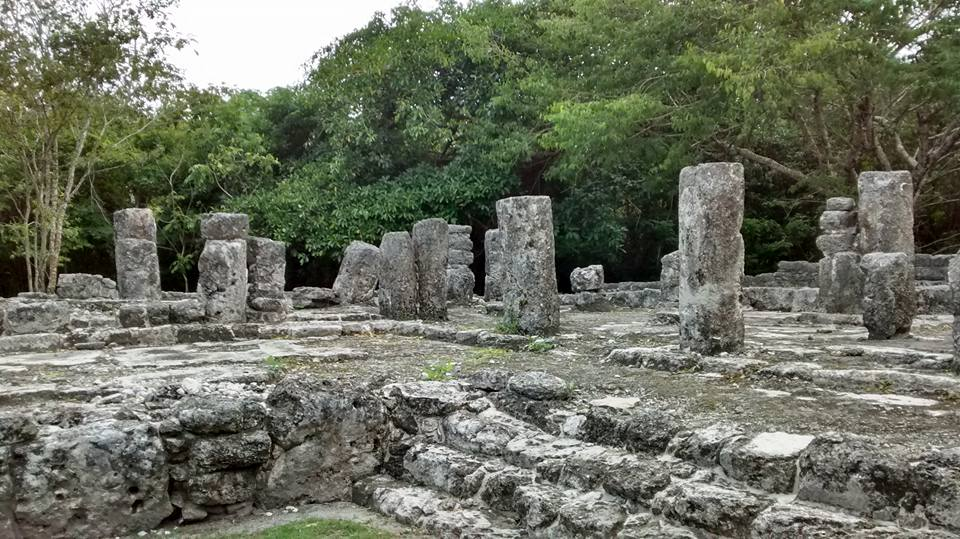
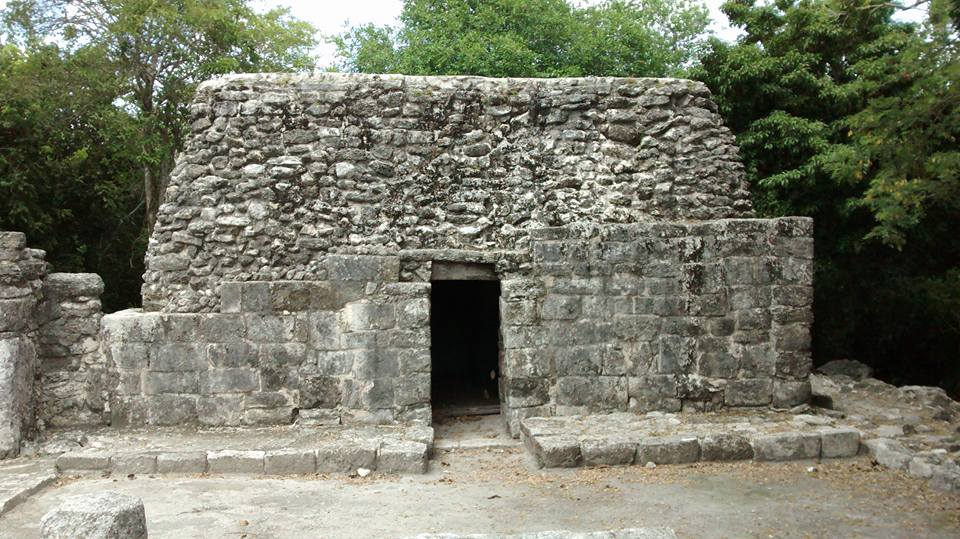
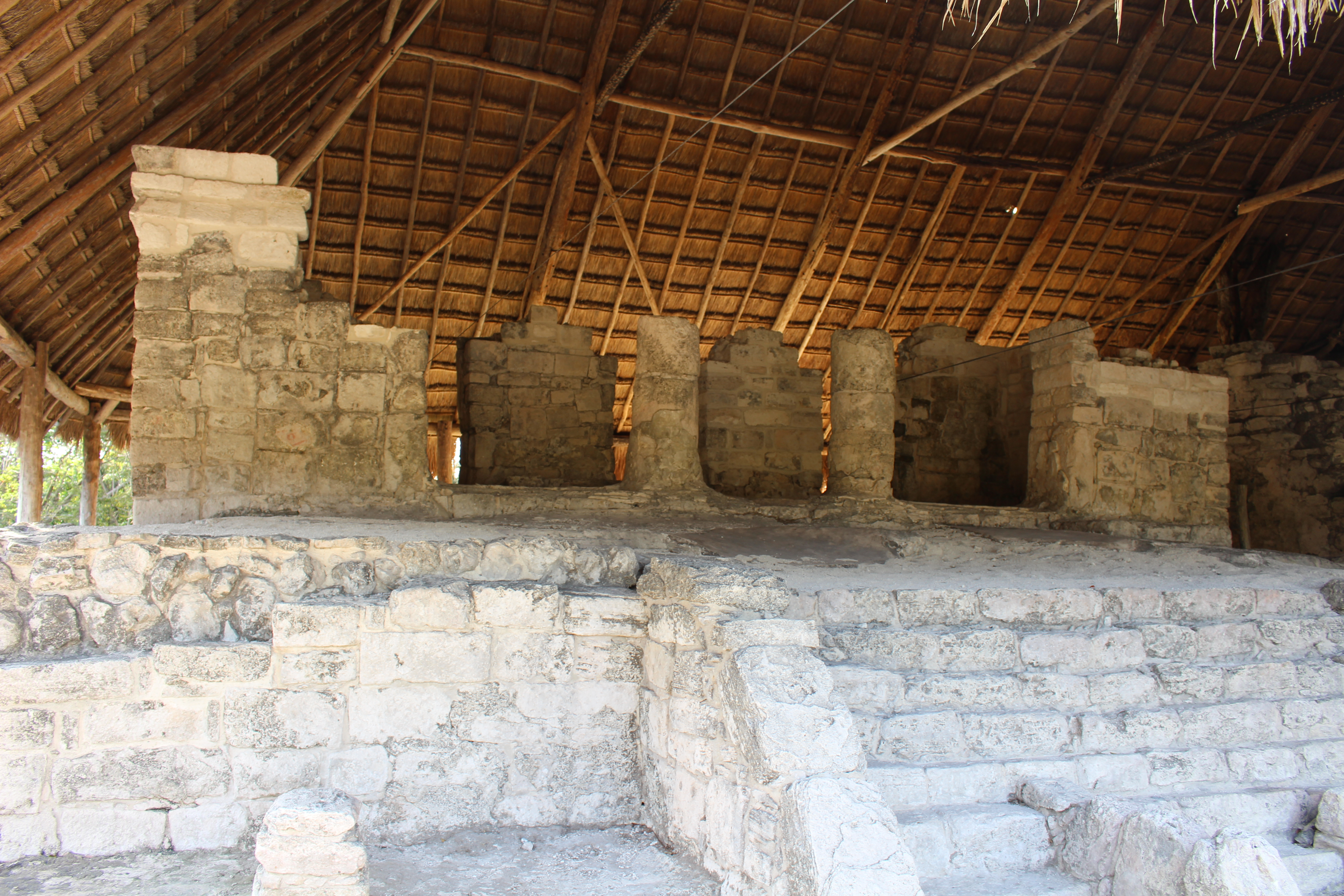